# Torre Baronale

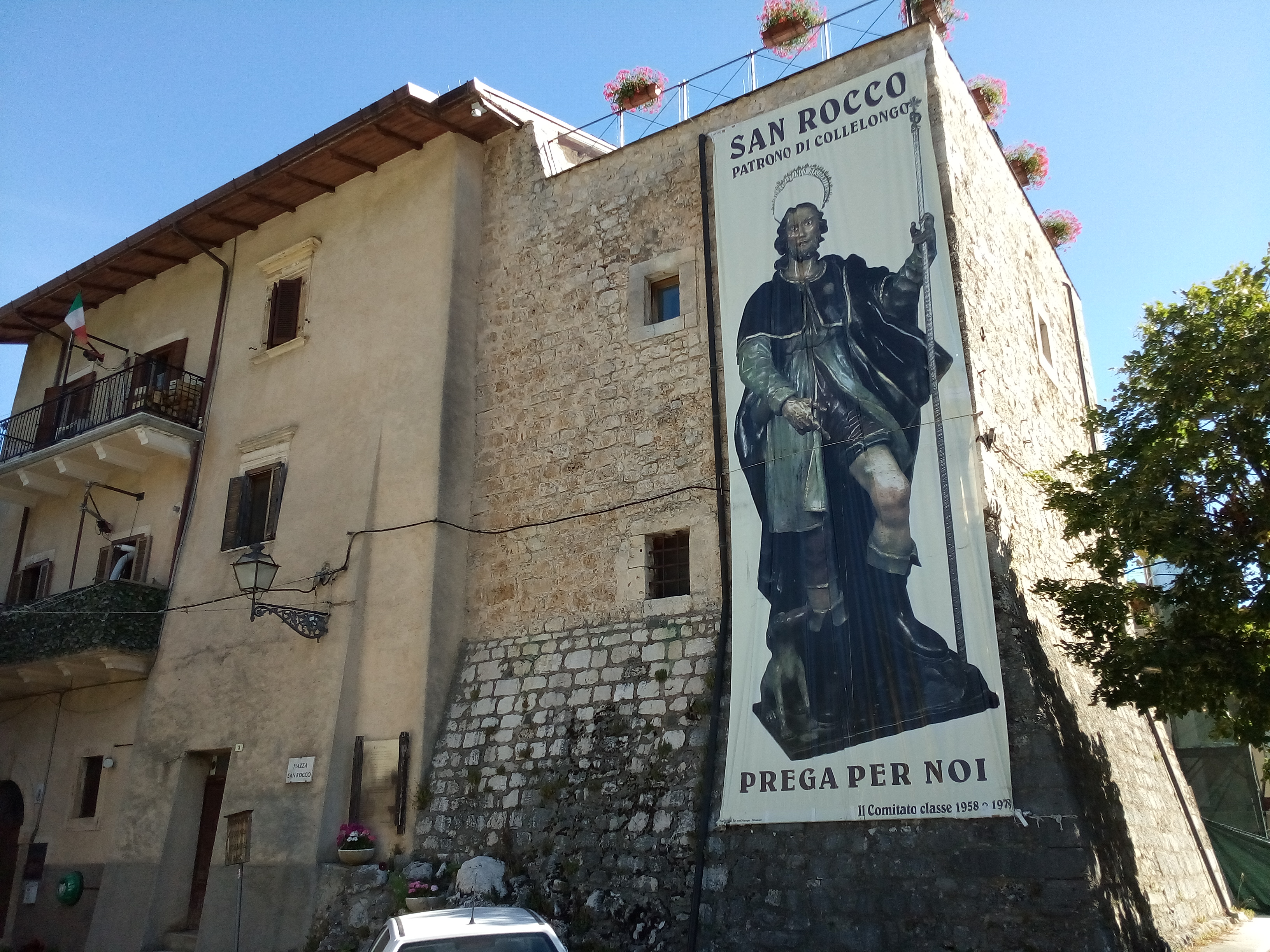
Torre Baronale

Die Torre Baronale ist ein Wehrturm in Collelongo in der Provinz L’Aquila in den Abruzzen.

## Lage
Der Turm liegt im Südosten der Marsica am südlichen Rand des historischen Ortskerns von Collelongo auf 913 m s.l.m. Der Bau wurde auf einem aus dem Berghang herausragenden Felssporn errichtet. Er kontrollierte den Weg vom Fuciner See durch das Vallelonga sowie den wichtigen Weg über den Pass Forca Casale in das westlich gelegene Valle Roveto. Mit der benachbarten Festungsanlage Colle Cerri auf dem Kamm der Serra Longa stand der Turm in Sichtkontakt.

## Geschichte
Der Turm wurde 1089 erstmals als Castrum Collis Lungus erwähnt. Er wurde unter dem Marser-Grafen Rainaldo II. errichtet und gehörte zu einer Reihe von weiteren Festungsanlagen, die der Graf zum Schutz seiner Besitztümer im Laufe des 10. Jahrhunderts errichten ließ. Die Anlage entstand etwas unterhalb der Benediktiner-Kirche Santa Maria delle Grazie und verblieb bis zum Ende des 11. Jahrhunderts im Besitz der Marser-Grafen. Im 12. Jahrhundert gelangte sie in den Besitz des Grafen Ruggero von Albe. In der zweiten Hälfte des 12. Jahrhunderts erscheint sie als Castellum auf. Um den Turm herum entwickelte sich in der Folge der befestigte Ort Collelongo mit Wehrmauern und Toren.
Der Turm wurde im 14. Jahrhundert verstärkt und während der Renaissance als Bergfried für den befestigten Ort benutzt. An den Turm grenzt der so genannte Palazzo Baronale an. Letzterer war mit dem Turm bis zur Auflösung des Feudalismus in der napoleonischen Epoche 1806 Sitz des jeweiligen Feudalherren von Collelongo. 1861  wurde nach der Ausrufung des Königreichs Italien zu Füßen des Turms zur Abschreckung des bourbonischen Widerstandes der Brigant Giovanni Nardo standrechtlich erschossen. Nach dem Erdbeben von 1915 wurde die obere Hälfte des etwa 30 m hohen Turmes abgetragen, obwohl der Turm bei dem Erdbeben keinen größeren Schaden genommen hatte.

## Beschreibung
Der Turm besitzt einen quadratischen Grundriss. Zu erkennen sind die verschiedenen Umbauten und Ausbesserungen, die der Turm im Laufe seiner Geschichte erfahren hat. Besonders auffällig ist dabei die hervorspringende Eskarpemauer. Errichtet wurde er aus quadratisch bearbeiteten Kalkbruchsteinen. Seine Äußerlichkeiten gehen frühestens auf das 14. Jahrhundert zurück. Vom früheren Bau sind nur einzelne Elemente in die Nachfolgebauten integriert worden.